# روبرت كيرشنر
روبرت كيرشنر (بالإنجليزية: Robert Kirshner)‏ (و. 1949 – م) هو عالم فلك، وأستاذ جامعي من الولايات المتحدة الأمريكية .
وهو عضو في الأكاديمية الوطنية للعلوم، والأكاديمية الأمريكية للفنون والعلوم .

## التعليم
تعلم في معهد كاليفورنيا للتقنية، وجامعة هارفارد

## مناصب وهيئات
أدار جامعة هارفارد، وجامعة ميشيغان.

## جوائز
حصل على جوائز منها:
- جائزة وولف في الفيزياء (2015)[5]
- زمالة غوغنهايم.